# Uitvoerbaar bij voorraad
Uitvoerbaar bij voorraad is een juridische uitdrukking die vaak voorkomt in een veroordelend civielrechtelijk vonnis. Een meer verstaanbaar synoniem (gebruikt in het Belgische Gerechtelijke Wetboek, met name artt. 1397-1402) is "voorlopig uitvoerbaar."
Bijvoorbeeld:

"VEROORDEELT gedaagde om aan eiser, uitvoerbaar bij voorraad, EUR.10.000,00 te betalen."
Uitvoerbaarverklaring bij voorraad houdt in dat eventuele rechtsmiddelen tegen een vonnis de tenuitvoerlegging van het vonnis niet opschorten.
In dit voorbeeld betekent dit, dat de gedaagde, ook al zou hij hoger beroep tegen dat vonnis hebben ingesteld, door de eiser direct gedwongen kan worden te betalen. Zonder de uitvoerbaarverklaring bij voorraad zou de gedaagde door het instellen van een hoger beroep pas hoeven te betalen nadat de rechter in hoger beroep heeft beslist. 
Krijgt de gedaagde in hoger beroep alsnog gelijk, dan heeft hij uiteraard recht op teruggave. Dit recht op teruggave ontstaat niet zonder meer, de eiser in hoger beroep (voorheen de gedaagde) zal expliciet moeten vragen om een veroordeling tot (terug)betaling, anders krijgt de eiser een beslissing in hoger beroep die de deurwaarder niet ten uitvoer kan leggen. 